# Ya no quiero ná
«Ya no quiero ná» es una canción grabada e interpretada por la artista española Lola Índigo. El tema fue lanzado el 19 de julio de 2018 a través de Universal Music como el primer sencillo del álbum debut Akelarre de la cantante a ser lanzado en 2019. Consiguió la certificación de doble platino en diciembre de 2018.

## Antecedentes
En noviembre de 2017, la granadina Miriam Doblas, conocida como "Mimi" fue expulsada de la novena edición del concurso de talentos español Operación Triunfo en su segunda gala. Desde ese entonces se estuvieron barajando diferentes proyectos en los que Doblas podría formar parte para impulsar su carrera como cantante. En el primer trimestre de 2018 fue confirmado que había firmado con la discográfica Universal Music. En abril de ese mismo año, rumores circularon sobre una posible agrupación musical formada por Doblas y tres más de sus compañeros del concurso, sin embargo, "fue una idea que se puso sobre la mesa como Mimi puso Lola Índigo anteriormente, pero cada uno tiró por lo que quería hacer".
El proyecto Lola Índigo fue finalmente anunciado mediante las redes sociales de Doblas en junio de 2018 como: "un proyecto directamente unido a la danza donde cada canción escrita está pensada para el movimiento, no tendría sentido sin un grupo de bailarines que lo representaran. Por eso no es sólo Mimi. Esto es Lola Índigo", dando a entender que Lola Índigo sería una agrupación musical donde Doblas sería la vocalista junto a tres o cuatro bailarinas que acompañarían sus canciones. El 2 de julio, el nombre del primer sencillo de Lola Índigo fue anunciado por la misma vía. Durante la tercera semana de julio, fueron anunciadas las demás integrantes de la agrupación. La carátula de "Ya no quiero na" fue desvelada el 18 de julio mediante las redes sociales de Mimi.

## Recepción

### Crítica
"Ya no quiero na" ha sido calificado como tema de éxito, siendo una de las canciones con mayor impacto de las producidas por los exconcursantes de Operación Triunfo 2017 en el campo musical. La agencia de prensa Europa Press calificó a la canción como adictiva, así como Vibes of Silence quien la definió como "un himno total de este verano".

### Comercial
"Ya no quiero na" debutó en la primera posición en la lista de ventas de canciones de iTunes en su día de estreno y se mantuvo allí durante más de tres días consecutivos. En las primeras 24 horas desde su estreno, fue visualizado más de un millón de veces en la plataforma YouTube. Tres días tras su estreno, "Ya no quiero ná" acumulaba ya 2,5 millones de reproducciones en YouTube, 750,000 de streams en Spotify mientras seguía manteniéndose en el número uno de tendencias de YouTube España. Ya tras una semana tras su estreno, debutó en la primera posición en la lista de los más virales de Spotify con más de 2 millones de streams así como 5 millones en YouTube. En agosto de 2018, consiguió ser disco de oro y un mes más tarde de platino.

## Vídeo musical
El videoclip de Lola Índigo fue estrenado en YouTube el 20 de julio de 2018, en apenas 24 horas superó el millón de visualizaciones. Fue rodado en el Parque Juan Carlos I en Madrid. Con una estética urbana y muy cuidada en la que la danza es protagonista.

## Presentaciones en vivo
El grupo interpretó "Ya no quiero na" por primera vez en el festival de música Coca-Cola Music Experience on the Beach el 27 de julio de 2018 en la Playa de Sacaba en la ciudad de Málaga frente a más de 75,000 asistentes al evento. El 29 de julio, Mimi interpretó el tema en una versión breve a capela en Gijón como parte de la gira OT 2017 en concierto. El 25 de agosto la agrupación fue invitada a Almería, donde se pensaba iba a ser el último concierto de la gira Operación Triunfo 2017, interpretando "Ya no quiero na".

## Posicionamiento en listas
| Listas (2018)       | Mejor posición |
| ------------------- | -------------- |
| España (PROMUSICAE) | 3              |

## Certificaciones
| País (organismo certificador) | Certificación | Unidades certificadas |
| ----------------------------- | ------------- | --------------------- |
| España (PROMUSICAE)           | 2x Platino    | 80 000                |

## Historial de lanzamiento
| Región | Fecha               | Formato          | Discográfica    | Ref.   |
| ------ | ------------------- | ---------------- | --------------- | ------ |
| Mundo  | 20 de julio de 2018 | Descarga digital | Universal Music | [ 28 ] |